# Gevär

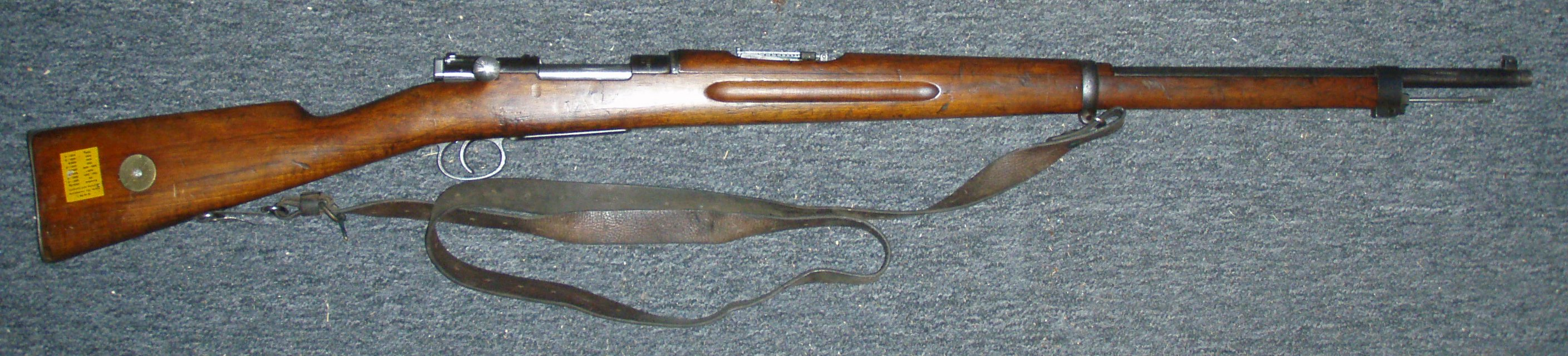
Klassiskt gevär, ett gevär modell 96, typ Mauser.

Gevär (tyska Gewehr, från wehren, 'värja sig') eller bössa (jämför handbössa) är ett samlingsbegrepp för alla typer av tvåhandseldvapen med lång pipa.
Ursprungligen innebar begreppet värja allt varmed man värjer sig, det vill säga alla slags vapen omfattande såväl skjutvapen som blanka vapen och även skyddsvapen. Av samma stam och med samma betydelseutveckling är ordet gevär som lånades in under 1500-talet från tyskans Gewehr (med betydelse av försvar, värn ). Sidovapen, det vill säga sabel, värja med mera benämndes sidogevär. I Sverige fick gevär sin nuvarande betydelse (långt handeldvapen, bössa) först under 1600-talets mitt eller eventuellt något senare.
En föregångare till geväret var den "lätta" hakebössan, halvhaken eller haken, (15–20 kg) som förekom i slutet av 1400-talet. På grund av vapnets vikt var man tvungen att ha särskilt skjutstöd. Under 1500-talet gjordes vapnet lättare och en avfyrningsmekanism (luntlås och senare hjullås) infördes. Haken kallades nu musköt men var fortfarande så tung att man måste använda en "gaffelkäpp" som stöd under pipan. Under 1600-talet gjordes musköten allt lättare så att de kunde användas utan gaffel. Då man omkring 1700 allmänt införde bajonetter, utrustades musköterna med sådana liksom också med flintlås och man började kalla musköten gevär. Under 1810-talet och framåt började flintlåset successivt ersättas av slaglåset som gav säkrare tändning även i fuktigt väder då flintlåset ofta klickade, slaglåset gav också en snabbare tändning av drivladdningen i pipan.
Gevär vars pipor var försedda med räfflade lopp var i allmänt bruk från mitten av 1800-talet. Räfflingen gav kulan spinn och följaktligen en stadig gång. De tidigare sfäriska kulorna ersattes med avlånga ovala kulor varvid kulornas precision ökades. Den därvid förlängda kulan gav en kraftigare rekyl, och då man samtidigt ställde allt högre krav på hög utgångshastighet och kraftiga krutladdningar, började man på 1860-talet att minska kalibern till 10,5–18 mm och sedan man infört röksvagt krut på 1880-talet till 6,5–8 mm.
En förutsättning för detta var enhetspatroner och bakladdade gevär.
Det första i en armé införda bakladdningsgeväret var Dreyses tändnålsgevär, antaget i Preussens armé 1841. Dess cylindermekanism anses som utgångspunkten för konstruktionen av moderna gevärsmekanismer. Ett av Antoine Alphonse Chassepot konstruerat 11 mm. gevär med liknande men förbättrad mekanism antogs i Frankrike 1866. I Sverige och Norge infördes 1867 ett gevär (m/1867) med 12 mm kaliber och slutstycksmekanism av Remingtons system, den enklaste och pålitligaste gevärsmekanismen vid denna tidpunkt men snart föråldrad. Eftert det röksvaga krutets införande och den andra kaliberminskningen försågs gevären med repetermekanismer, varigenom eldhastigheten blev väsentligt ökad. I Sverige infördes 1894 en karbin och 1896 ett gevär av Paul Mausers system. Omkring 1900 hade dylika vapen införts vid de flesta länder som arméernas huvudbeväpning.
Endast ett fåtal länder införde efter detta förbättrade repetergevärsmodeller såsom Kanada m/10, Schweiz m/11, Grekland m03/11, Frankrike m/07-15, USA m/17.
Repetergevären ersattes under andra världskriget till stor del av vapen med större eldhastighet, automatgevär och kulsprutepistoler. Rekylfria tvåhandsvapen (granatgevär, raketgevär och pansarskott) konstruerades under andra världskriget.

## Gevärstyper

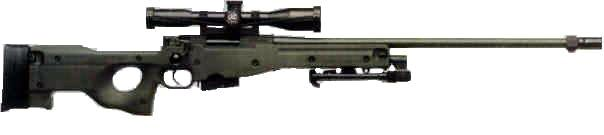
Modernt prickskyttegevär, det brittiska geväret L96A1 AW, använt i Sverige med benämningen Psg 90, och tillverkat av Accuracy International.

- Automatkarbin
- Automatgevär
- Hagelgevär
- Jaktgevär
- Karbin
- Kulgevär
- Kulsprutegevär
- Repetergevär
- Prickskyttegevär